# Domingos Meira
Domingos Meira (Botucatu, 10 de julho de 1978), é ator, diretor, produtor e roteirista brasileiro. 
Iniciou sua carreira em 1993, dirigindo e produzindo vídeos alternativos, mais de 20 vídeos, até o ano de 2000. Seu mais importante curta nessa época, o filme "3 Pedras" foi exibido no Festival de Gramado em 2008. 
Estudou 2 anos de artes cênicas na USC, transferiu seu curso em 2002 para a ECA da Universidade de São Paulo. Iniciou a carreira de modelo e, em  2003, ingressou na publicidade, onde estrelou diversas campanhas publicitárias, abrindo caminho para sua estreia em novelas brasileiras. Passou pela TV Record e pelo SBT. Foi contratado pela TV Globo por mais de 5 anos, sendo destaque em produtos como a Minissérie "JK" em 2005, "Ciranda de Pedra" em 2008 e a Novela "Páginas da Vida" no ano de 2006.
Como Diretor e produtor, vem se destacando no audiovisual brasileiro, tendo produzido 2 filmes de Longa Metragem pela Zero Grau Filmes, um deles, o filme "O Segundo Homem", de Thiago Luciano, foi comprado pela Disney e lançado no Star+ em janeiro de 2022. Em 2021, foi convidado para dirigir uma temporada do programa Matéria Prima, Talk Show do comediante Rafael Cortez, que foi exibido na TV Cultura.
Foi o primeiro ator de Motion Capture do Brasil, tendo atuado na "DOT MOTION STUDIO", pioneira e especializada em Motion Capture e pós-produção, onde trabalhou como Produtor, Roteirista, Performer, Casting e Preparador de Elenco, tendo realizado trabalhos relevantes como o Clipe "Vou te Encontrar" de Paulo Miklos e o Holograma da Ivete Sangalo Cantando com Luiz Gonzaga, Holograma da Dercy Gonçalves para Popeyes em 2019, com enorme repercussão, entre outros de grande visibilidade.

## Carreira

### Na Televisão e No Cinema
- 2022 - Filme "O Segundo Homem"-  Produtor e Produtor Executivo
- 2021 - Dirigiu o Programa Matéria Prima - TV Cultura
- 2018 - Atuou no filme "Fica mais Escuro antes do Amanhecer" - e foi Produtor Executivo
- 2017 - Estrelou o Longa-metragem "Estranhas Cotoveladas"de Reinaldo Volpato
- 2015 - O Negócio - Segunda Temporada HBO - participação especial
- 2011 - Por Toda a Minha Vida .... Mario Reis
- 2009 - Um Dia de Ontem .... Pastor Evangélico
- 2008 - Ciranda de Pedra .... Dr. Alberto Torquato de Menezes
- 2008 - Queridos Amigos .... Lucca
- 2006 - Páginas da Vida .... Ulisses
- 2006 - JK .... Sérgio Sá
- 2004 - Esmeralda .... Daniel Linhares
- 2004 - Metamorphoses .... Diogo